# Planeta śmiechu
Planeta śmiechu – album wydany w wersji kasetowej przez instrumentalistę Władysława Komendarka w 1989 roku. Wytwórnią była Ana Records.

## Lista utworów
1. "Planeta śmiechu (część I)" – 13:25
2. "Planeta śmiechu (część II)" – 6:15
3. "Fruwająca lalka" – 3:50
4. "Kosmiczne reggae" – 4:50
5. "Pożegnanie kosmitów" – 4:45
6. "Pogoń za laserem" – 4:50